# Rivière O'Sullivan
Rivière O'Sullivan är ett vattendrag i Kanada.   Det ligger i provinsen Québec, i den östra delen av landet, 500 km norr om huvudstaden Ottawa. Rivière O'Sullivan ligger vid sjön Lac Waswanipi.
Trakten runt Rivière O'Sullivan är nära nog obefolkad, med mindre än två invånare per kvadratkilometer.